# 大成门

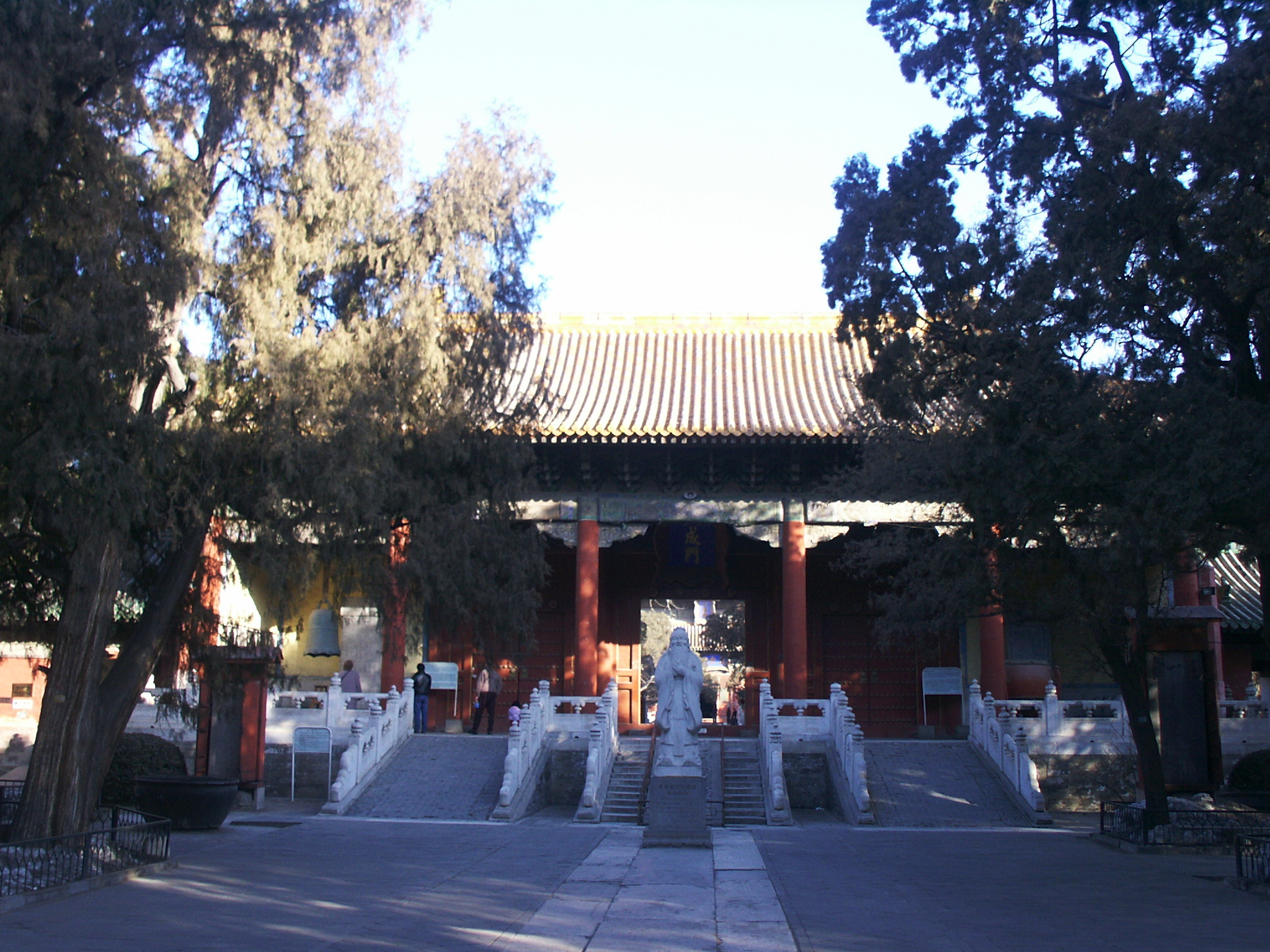
北京孔庙大成门

大成门或称戟门，是中國、朝鮮半島、越南、琉球孔庙建筑的组成部份。它是孔庙的第二道大门，亦是最后一道大门，与大成殿相对。